# مجموعة عشبية حية

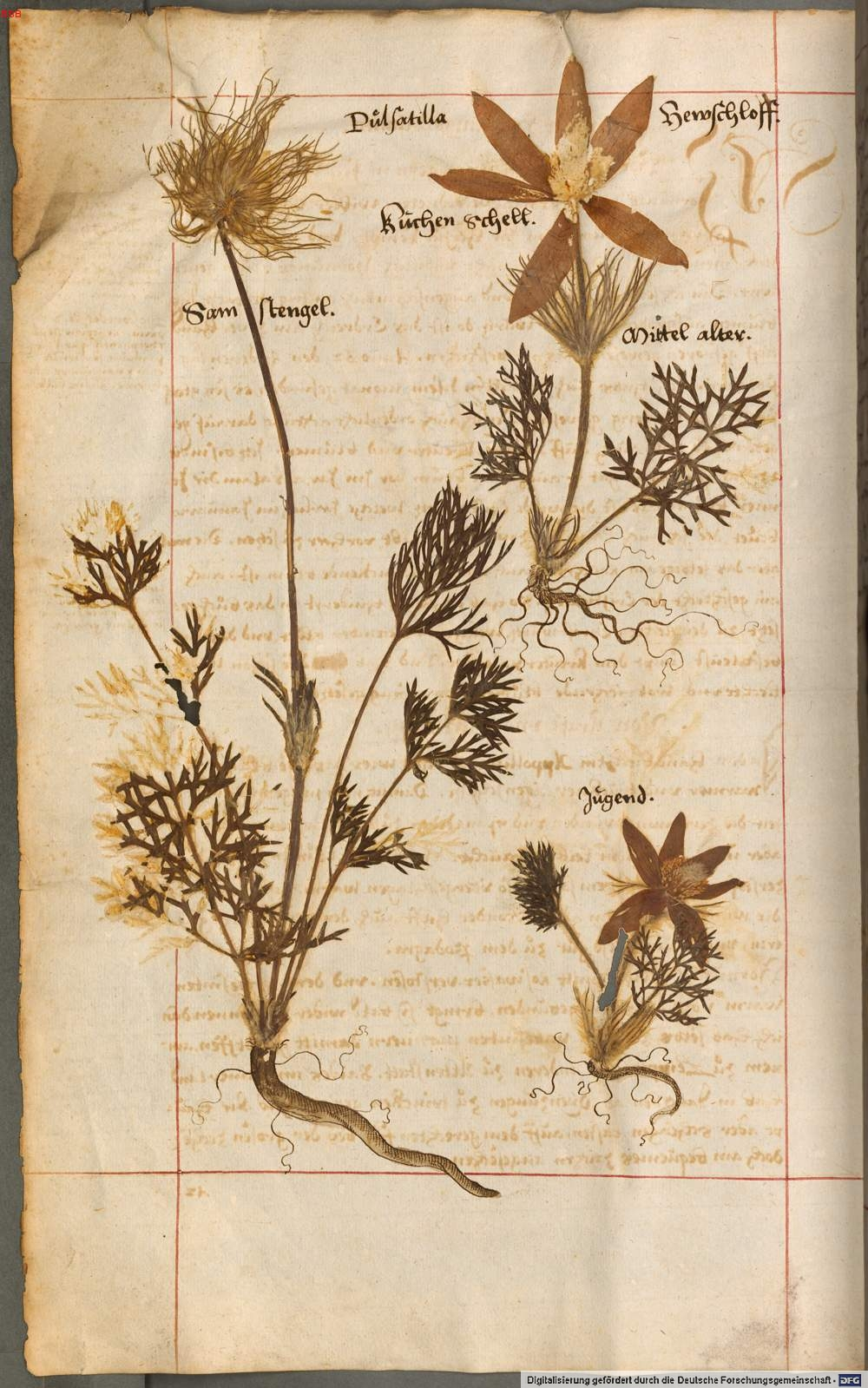
صفحة من مجموعة عشبية حية تم جمعها بواسطة هيرونيموس هاردر (1523-1607) عام 1576

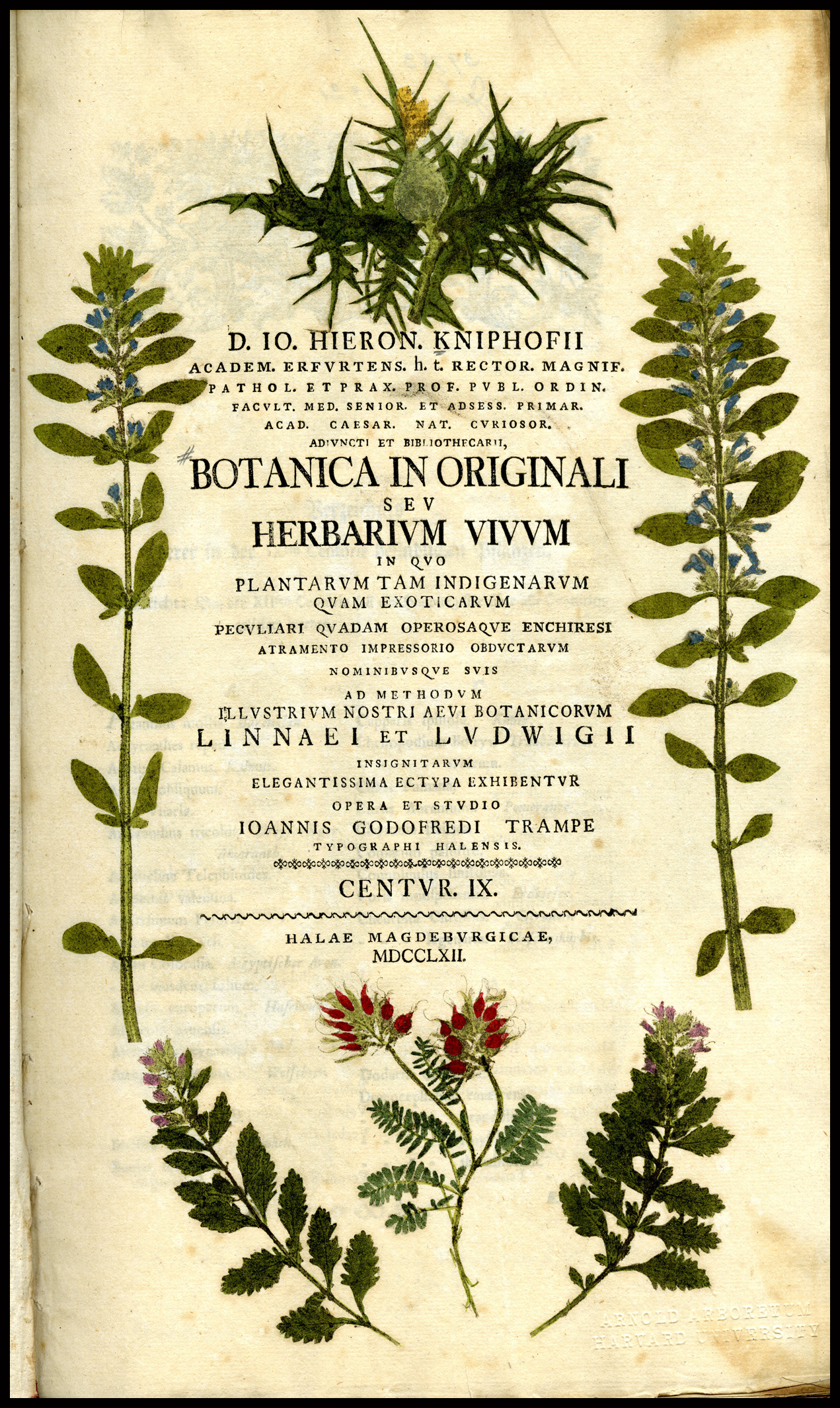
صفحة عنوان كتاب المجموعة العشبية الحية تم جمعها بواسطة يوهان هيرونيموس نيفوف عام 1759

المجموعة العشبية الحية (بالإنجليزية: Herbarium vivum) (الجمع باللغة الإنجليزية Herbaria viva) هي عبارة عن مجموعة من النباتات والصور وأوصافها من منطقة معينة. وتم إنتاج الصور عن طريق عملية تستند بلا شك إلى النقش والطباعة الحجرية التي يتم بموجبها ضغط الكائن النباتي المطلي بحبر الطباعة أو غيره من المواد المناسبة على الورقة، وهو ما يترتب عليه وجود أثر على الورقة. وقد استخدمت إحدى الطرق في السابق السناج المستمد من اللهب السخامي للشمعة أو المصباح. ويمكن طلاء الأثر بعد ذلك بالألوان مع التيقن من تثبيت الشكل والحجم بدقة. وتم تكييف هذه التقنية وفقًا للظروف، الأمر الذي أدى إلى زيادة المادة النباية الجافة مثل الزهور أو الفاكهة أو الأوراق مضافًا إليها الطلاء أو الأجزاء الرسومية، بحيث يمكن تحقيق شكل متشابه تمامًا مع النبات الأصلي.
وأنتج هيرونيموس هاردر المجموعة العشبية الحية في 12 مجلدًا، يعود المجلد الأول إلى عام 1562. وجارٍ الاحتفاظ بأحد المجلدات من عام 1576 في مكتبة ولاية بافاريا ومتاح عبر الإنترنت من خلال هذا الرابط . وجمع هنريك برنارد أولدينلاند، أحد علماء النبات من مستعمرة كيب مجموعة عشبية حية تتألف من 13 مجلدًا، والتي حصل عليها يوهانس بيرمان، أستاذ علم النبات في أمستردام. وتألفت المجموعة العشبية الحية التي أنتجها نيفوف عام 1759 من حوالي 1200 رسم توضيحي نباتي. وفي عام 1934، استخدم عالم الفلك جون هيرشيل، الذي كان يواجه مشكلة مماثلة تتعلق بدقة الترسيم، كاميرا لوسيدا لرسم الخطوط العريضة لنباتات مستعمرة كيب، بينما قامت زوجته مارجريت بعد ذلك برسم التفاصيل.